# Jana polymorpha
Jana polymorpha är en fjärilsart som beskrevs av Aurivillius. Jana polymorpha ingår i släktet Jana och familjen Eupterotidae. Inga underarter finns listade i Catalogue of Life.